# Call of Cthulhu: Dark Corners of the Earth
Call of Cthulhu: Dark Corners of the Earth je prvoosebna preživetvena grozljivka razvijalcev Headfirst Production, ki je izšla v založbi Bethesda Softworks. Za Xbox je izšla leta 2005, leto zatem pa še za MS Windows.
Igra temelji na delih Howarda Phillipsa Lovecrafta, ameriškega pisatelja grozljivk, fantazije in znanstvene fantastike, predvsem na noveli Senca nad Innsmouthom (The Shadow over Innsmouth). Zgodba se povečini odvija leta 1922 in opisuje Jacka Waltersa, duševno nestabilnega zasebnega detektiva. Walters prevzame primer izginule osebe v Innsmouthu, skrivnostnem pristaniškem mestu, ki se je popolnoma ogradilo od zunanjega sveta.
Med razvijanjem, ki je potekalo od leta 1999, je bil projekt večkrat ustavljen in je šel skozi mnogo postopkov prenove ter revizije. Navkljub pohvalam večine kritikov je igra doživela prodajni neuspeh.

## Igranje
Podobno kot pri vseh prvoosebnih strelskih videoigrah igralec tudi tukaj opazuje svet skozi oči svojega lika. V skladu z značilnostmi preživetvenih grozljivk lahko igralec nosi omejeno količino streliva, zato se mora v zelo nevarnih situacijah kljub oboroženosti skrivati in izogibati sovražniku. V začetnih delih igralec sploh nima dostopa do orožja, zato so omenjene taktike edini način preživetja. Poudarek je tudi na reševanju miselnih izzivov, od iskanja kombinacije za odpiranje sefa do dešifriranja starodavnih zapisov v nezemeljskem jeziku.
V nasprotju z mnogimi strelskimi videoigrami igralec nima neposrednih podatkov o zdravju in količini streliva na zaslonu, zato se mora posredno opirati na lastne zvoke, tj. ritem bitja srca in dihanja, ki postaneta pospešena po poškodbi, ter sivenjem zaslona, kar nakazuje na večjo izgubo krvi. Določene poškodbe se realistično odražajo vidno in slušno: pri zlomljeni nogi igralec šepa in vzdihuje zaradi bolečin, pri zlomljeni roki pa je merjenje močno oteženo. Različne poškodbe zahtevajo različne načine zdravljenja. Za zdravljenje poškodb so na voljo povoji, šivalni pribor, lesene opornice in protistrup. Lažje poškodbe se lahko oskrbijo samo s povoji, težje poškodbe pa zahtevajo kombinirano uporabo materiala, npr. povoj, opornico in šivalni pribor za globoko rano s pridruženim zlomom kosti. Določena sovražna favna, kot so mutirani raki in morske zvezde, lahko s svojim napadom zastrupijo igralca, kar zahteva uporabo protistrupa. Natančno stanje zdravja se lahko pogleda v preglednem meniju, ki kaže igralčevo telo in poškodbe. Leva stran kaže stanje zalog sanitetnega materiala za oskrbo poškodb in streliva ter ostale pomembnejše stvari, kot so knjige in ključi oz. predmeti, bistveni za napredek v igri. Na voljo so tudi injekcije morfija, ki ublaži bolečine in tako poveča bojno sposobnost, vendar zamegli pogled.
Orožja so izvirna glede na čas prizorišča (z izjemo nezemeljskega energijskega orožja, dostopnega pozno v igri) in vključujejo pištolo Colt 1911, revolver Smith & Weston M1917, dvocevno šibrovko, puško Springfield M1903 in brzostrelko Thompson M1921. Vsako orožje zahteva svoj tip streliva, ki ga mora igralec pobirati ločeno; to pomeni tudi, da naboje kalibra .45 v okvirju lahko uporabi samo za pištolo, isti tip naboja v bobnu pa za brzostrelko. Glede na to, da zaslon ne prikazuje števila preostalih nabojev v nabojniku, je treba izstreljene naboje preštevati in redno preverjati stanje v nabojniku. V primeru porabljenega streliva v okvirju igralcu preostane napad s kopitom oz. ročajem orožja. Za napad iz zasede lahko uporabi lomilko ali nož. Na zaslonu ni prikazan umetni merek, pač pa je treba orožje nameriti za natančnejše zadetke, vendar točnost merjenja sčasoma upada zaradi utrujenosti. Posebnost strelskega sistema je tudi ta, da bo izstreljena krogla potovala v tisto smer, kamor je orožje usmerjeno: če igralec ustreli prezgodaj, medtem ko vleče orožje iz toka, bo krogla potovala postrani, s čimer bo naboj seveda zaman porabljen.
Naslednja pomembna stvar je vzdrževanje duševne stabilnosti, ki se lahko poslabša ob preveliki izpostavljenosti vznemirljivim dogodkom in prizorom, kot so trupla mučenih ljudi in dolgotrajnejši neposreden pogled na nezemeljska bitja; igralčev lik ima sicer tudi strah pred višino (akrofobijo). Poslabšanje duševnega stanja se kaže s prividi, prisluhi, zamegljenim pogledom in oteženim gibanjem, v hujših primerih pa lahko igralčev lik popolnoma znori in stori samomor. Sam potek igre je sicer dokaj linearen s samo eno potjo od enega poglavja do drugega. Celotno zgodbo, pa tudi pomembnejše podatke, kot so kombinacije sefov, se lahko pridobi iz Waltersovega dnevnika ter zbranih dokazov iz časopisnih izrezkov, knjig in tujih dnevnikov. Skozi igro lahko igralec nabira t. i. mitološke točke, ki omogočajo dostop do dodatnih podatkov. V igri se na različnih mestih nahajajo znaki Starešin v obliki bele peterokrake zvezde ali očesa v plamenu, ki predstavljajo možnost shranjevanja poteka igre.

## Povzetek vsebine

### Mitološko ozadje
Ozadje igre sloni na Lovecraftovih cthulhuovskih mitih, predvsem na reinterpretaciji novele Senca nad Innsmouthom, ponekod pa je opaziti elemente iz drugih novel, kot so Cthulhujev klic, Na gori norosti (At the Mountain of Madness), Senca zunaj časa (The Shadow out of Time) in Podgane v zidovih (The Rats in the Walls). Rdeča nit vseh Lovecraftovih del je popolna nepomembnost človeštva proti kozmičnim grozotam, ki obstajajo v univerzumu. Cthulhuovski miti opisujejo Velike starodavne (Great Old Ones), panteon »zlobnih« starodavnih zunajzemeljskih božanstev, ki so nekoč, tj. mnogo let pred pojavom človeka, vladali Zemlji, nato pa so jih »dobre« Starešine premagale in jih zaprle oz. drugače onemogočile. Omenjena božanstva tako povečini prebivajo v drugih razsežnostih ali pa so npr. zaprta pod vodo in v središču Zemlje, tako da je neposreden stik s človeštvom praktično onemogočen. Mnoga od teh bitij so premočna, da bi jih ljudje lahko premagali, ter tako grozljiva, da njihovo neposredno poznavanje za žrtev pomeni gotovo norost oz. trajno uničenje uma.
Eden najbolj znanih Velikih starodavnih je Cthulhu, velikanska pošast z mešano podobo človeka, hobotnice in zmaja, zaprta v podvodnem mestu R'lyeh. Cthulhu je izvor neprestane bojazni za človeštvo na podzavestni ravni, čeprav ga častijo mnogi človeški kulti in celo nekatere nezemeljske rase, kot sta Mi-go in Globoki (Deep Ones), inteligentna podvodna, ribam oz. žabam podobna bitja, ki predstavljajo enega od glavnih nasprotnikov (antagonistov) v igri. Globoki se že stoletja parijo z ljudmi v različnih kulturah, pri čemer nastajajo hibridi, katere v igri predstavljajo člani Ezoteričnega reda Dagona. Tako kot v noveli Senca nad Innsmouthom je tudi tukaj zasnova igre skrivni dogovor med prebivalci mesta in Globokimi, ki v zameno za človeške žrtve in obljubo o medsebojnem parjenju dobivajo neusahljivi dotok rib in zlata nenavadnega belkastega sija. Hibridi se sicer rodijo kot ljudje, vendar se sčasoma preobrazijo v pripadnike Globokih in odidejo živet v podvodno mesto Y'ha-nthlei.
Za igralčev lik je zelo pomembna Velika rasa Yith, kar je popolnoma razodeto v epilogu igre. Gre za raso izjemno inteligentnih bitij z močnimi psihičnimi sposobnostmi, ki obvladajo potovanje skozi čas. Imajo sposobnost izmenjave uma s pripadnikom katerekoli rase, tako v preteklosti kot v prihodnosti. Na ta način lahko zbirajo podatke o drugih kulturah in se o njih poučijo, poleg tega pa lahko predvidijo prihodnje grožnje. Čeprav je zamenjava narejena brez privolitve, lahko posameznik v zameno za sodelovanje prosto komunicira z drugimi pripadniki te rase in uporablja knjižnico z nepregledno količino podatkov. Ko je zbrana zadostna količina podatkov o drugi kulturi, se zopet opravi zamenjava umov v izvorna telesa. Spomin na izkušnjo se izbriše, kar včasih ni temeljito opravljeno, zaradi česar ima lahko posameznik nočne more, kot je to v primeru Waltersa v igri.

### Zgodba
Zgodba se prične odvijati 6. septembra 1915, na dan policijskega obleganja stare graščine v Bostonu, v kateri se zadržuje bizarni kult, imenovan Bratovščina Yith (Fellowship of Yith), udeleženem v številnih manjših kriminalnih dejanjih in nepojasnjenih, okultnih dejavnostih. Vodja kulta, Victor Holt, za pogajanje zahteva Jacka P. Waltersa, enega od najuspešnejših policijskih detektivov. Med strelskim obračunom, ki sledi, uspe Waltersu vdreti v stranski del graščine, v kateri med raziskovanjem naleti na množični samomor članov kulta in nezemeljsko tehnologijo v prostorih pod graščino. Policisti Waltersa najdejo v hudem katatoničnem stanju, zaradi česar je sprejet v arkhamsko psihiatrično bolnišnico.
Po šestih letih zdravljenja je odpuščen ter postane zasebni detektiv. 6. februarja 1922 prevzame primer izginule osebe, Briana Burnhama, vodje trgovine v Innsmouthu. Poizvedovanje v tem zapuščenem, izoliranem in ksenofobnem mestu ne prinese nikakršnih rezultatov. Med nočitvijo v tamkajšnjem hotelu za las ubeži poskusu umora, nakar se je prisiljen skrivati pred sovražnimi prebivalci in skorumpirano policijo. Medtem naleti na tajnega agenta ameriške vlade Lucasa Mackeya, ki Waltersu razkrije dolgoletno vladno preiskavo mesta zaradi številnih kriminalnih dejanj, predvsem ugrabitev in nepojasnjenega kopičenja zlata. Sčasoma izve, da je Burnham v resnici pridržan v zaporu za namene žrtvovanja, nakar ga reši in skupaj z njegovim dekletom pobegneta iz mesta. Med begom je Burnham ustreljen, vendar na pomoč priskočijo agenti Zveznega preiskovalnega urada (FBI). Vodja urada, J. Edgar Hoover, Waltersa po zaslišanju prisili k sodelovanju pri vdoru v rafinerijo zlata, ki jo upravlja družina Marsh. Slednja je obenem tudi vodja t. i. Ezoteričnega kulta Dagona, ki ustrahuje celotno mesto in časti vodna polbogova, tj. očeta Dagona in mater Hidro, ter vrhovno božanstvo Cthulhuja. Globoko v rafineriji Waltersa in agente napade starodavno bitje, imenovano Shoggoth, vendar ti z eksplozivi popolnoma razrušijo celotni kompleks in s tem tudi ubijejo pošast.
Zaradi zadostnih dokazov ameriška vojna mornarnica neposredno po tem sproži obsežno operacijo proti celotnemu mestu. Edini predel, odporen proti invazijskim silam, je glavni štab Ezoteričnega reda Dagona zaradi magičnih ščitov, ki izničijo vse izstrelke in vojakom v bližini povzročajo norost. Walters s pomočjo marincev najde podzemno pot do štaba, osvobodi agenta Mackeyja in z izjemo vodje kulta, Roberta Marsha, pobije celotno združbo članov kulta v podzemnem svetišču, s čimer onesposobi magične ščite. Med zasledovanjem Marsha pade skozi tunel v morje, iz katerega ga reši posadka patruljne ladje Obalne straže Urania, ki je del bojne skupine, namenjene proti Hudičevem oz. Satanovem grebenu. Med potjo ladjo v velikem številu napadejo ribam podobne pošasti, pripadniki rase Globokih (Deep Ones). Po hudih izgubah Walters z marinci odbije napad, vendar se v drugem valu napada prikaže polbog Dagon, ki ga Walters ubije s pomočjo sprednjega ladijskega topa. Kljub tem Urania potone, Waltersa pa naplavi na Hudičev greben, kjer najde stari prehod do podvodnega mesta Globokih, imenovano Y'ha-nthlei. Podmornica ameriške mornarice neuspešno torpedira mesto, ki je zaščiteno z magičnim ščitom. Walters najde alternativno pod do templja, ki vodi skozi starodavni zapor letečih polipov, zapriseženih sovražnikov Velike rase Yith. Po porazu polipov se s pomočjo nadzora Globokih uspešno spopade še z drugim polbogom Globokih, tj. Hidro, katere »pesem« ustvarja mestni ščit. Podmornica uniči mesto, Walters pa pobegne skozi portal v glavni štab kulta.
V epilogu je razkrito, da si je pripadnik Velike rase Yith izmenjal um z Waltersovim očetom v trenutku njegovega spočetja. Tako je Walters v biološkem smislu človek, vendar je nasledil psihične sposobnosti Yithiancev, kar razloži interes Bratovščine Yith, njegovo sposobnost hitrega reševanja primerov, jasnovidnost in omejeno zmožnost nadziranja Globokih v templju. Ponovno hospitaliziran v psihiatrični bolnici se Walters 16. februarja 1922 obesi, ker ne prenese resnice o sebi in o tem, kar je videl in spoznal.

## Razvoj
| Konfiguracija      | Minimalne zahteve                                                                                               |               |
| ------------------ | --- | ------------- |
| Operacijski sistem | Windows XP ali Windows 2000                                                                                     |               |
| CPU                | Pentium III 800 Mhz                                                                                             |               |
| Pomnilnik          | 256 MB |               |
| Trdi disk          | 2 GB prostora                                                                                                   | 2 GB prostora |
| Grafična kartica   | DirectX 9.0 kompatibilna kartica s 128 MB RAM (NVIDIA GeForce serije 3 ali boljša / ATI Radeon 9600 ali boljša) |               |
| Zvočna kartica     | 100 % DirectX 8.1 kompatibilna kartica                                                                          |               |

Razvijalci so igro razvijali okoli šest let. Zametki razvoja segajo v leto 1999, ko je skupina navdušencev nad cthulhuovskimi miti predlagala Andrewu Brazierju, grafičnemu umetniku v Headfirst Productions, idejo o igri. Razvijalci so sprva uporabljali igralna pogona NDL NetImmerse in Havok, vendar so kasneje razvili lasten pogon. Prvi zaslonski posnetki so bili objavljeni že decembra 1999, izdaji za MS Windows in PlayStation 2 pa naj bi bili izšli jeseni 2001. Leta 2001 je bilo na računalniškem sejmu videoiger E3 najavljeno, da je razvoj igre v veliki meri dokončan, vendar je bil ta večkrat prekinjen, še posebej po tem, kot je avstrijska založba JoWood, ki ni imela interesa za razvoj igre, prevzela založbo Fishtank Interactive, s katero je Headfirst Productions podpisal pogodbo. Razvijalci so nato podpisali pogodbo z založbo Bethesda Softworks za izdaji igre za MS Windows in Xbox, razvoj izdaje za PlayStation 2 pa je bil dokončno zaustavljen.
Prvotni projekt igre je bil zastavljen velikopotezno, po načrtih naj bi vsebovala elemente igranja vlog in omogočala skupinsko igranje za štiri igralce, od katerih bi enega od likov upravljal človek, ostali pa bi bili pod nadzorom umetne inteligence (AI). Igralec bi lahko raziskoval na lastno pest ali se povezal z drugimi preiskovalci. Projekt je vključeval tudi idejo o večigralskem načinu s tipom igranja vsak proti vsem (deathmatch). Marsikatero idejo, poleg omenjenih, so razvijalci opustili zaradi pomanjkanja finančnih sredstev, časovne stiske in tehničnih težav z razvojem, tako da so se na koncu odločili za akcijsko-pustolovsko videoigro. 
Ob izdaji je igra vsebovala številne računalniške hrošče, katerim se povečini da izogniti tako, da se igro ponovno naloži iz zadnje shranjene točke. Hrošči uradno nikoli niso bili odpravljeni, kljub temu pa na medmrežju obstaja neuradna posodobitev, ki poleg odprave nekaterih hroščev omogoča tudi znižanje težavnosti igre. Izdaja za Xbox je kompatibilna za igranje na Xbox 360.
Igra naj bi se nadaljevala s Call of Cthulhu: Beyond the Mountains of Madness (osnovani na nadaljevanju zgodbe iz novele Na gori norosti)  ter Call of Cthulhu: Destiny's End, vendar sta projekta propadla zaradi stečaja podjetja Headfirst Productions, potem ko mu leta 2006 ni uspelo podpisati pogodbe z novim založnikom. Igralec naj bi v nadaljevanju Destiny's End opazoval svet s tretjeosebnega pogleda, zgodba pa bi bila postavljena 80 let po dogodkih v tej igri, na ruševinah Innsmoutha in v ostalih obalnih krajih v Novi Angliji. Portal UGO.com je nadaljevanje uvrstil na lestvico 25 videoiger, ki bi lahko bile »ene od najboljših videoiger vseh časov«.

## Odziv
| Agregator    | Ocena                |
| ------------ | -------------------- |
| GameRankings | 77,58 %              |
| Metacritic   | 77% (Xbox) 76 % (PC) |

| Publikacija | Ocena  |
| ----------- | ------ |
| GameSpot    | 7,9/10 |
| GameSpy     | [ 4 ]  |
| GameZone    | 7,9/10 |
| IGN         | 7,8/10 |
| TeamXbox    | 8,1/10 |

»Lovecraftova dela temeljijo na ideji, da te poznavanje grozljive resnice lahko pripelje do blaznosti. Prava grozota je poznavanje stvari, ki segajo zunaj našega doumevanja, pošasti in kulti pa so samo utelešenje te grozote. To je natanko tisto, kar je uspela igra občutno ponazoriti.«

—PopMatters
Igra je v glavnem prejela pozitivne kritike, s povprečno oceno izdaje za MS Windows 76 % in izdaje za Xbox 77 % na strani Metacritic ter 77,58 % na strani GameRankings. GameSpy je na sejmu računalniških iger E3 leta 2004 igro ocenil kot 10. najboljšo, GamePro jo je leta 2011 uvrstil na 11. mesto najbolj grozljivih videoiger vseh časov, GameSpot pa jo je leta 2005 izpostavil kot eno od šestih »presenetljivo dobrih« igrah. Britanski časopis The Daily Telegraph jo je označil kot drugo najbolj grozljivo videoigro, takoj za Amnesia: The Dark Descent. Po besedah kritikov na IGN-u je igra briljantna na nekaterih področjih, saj odlično povzame literarno ozadje in prisili igralca, da prevzame odgovornost za dejanja lika v igri zaradi njegove duševne nestabilnosti in odsotnosti kakršnihkoli podatkov o zdravju in strelivu. Greg Kasavin iz GameSpota jo je opisal kot akcijsko-pustolovsko igro z vznemirljivim ozračjem, ki navkljub zastareli grafiki in težavnosti določenih delov postreže z grozljivimi trenutki, izjemnimi deli bežanja pred zasledovalci, raznolikostjo in izvirnostjo. Kritiki na Cheat Code Central so igro opisali kot enega najboljših prenosov literarnega dela v videoigro, polno preobratov in izjemno grozljivih trenutkov. Kyle Williams s strani Gaming Target je igro označil kot izkušnjo, vredno Lovecraftovega imena. Z izjemo glasu glavnega protagonista so bili pohvaljeni tudi zvoki, ki zajemajo »strupeno zavijanje burje na morskem grebenu, strašljive bojne krike pošasti ter udarne zvoke orožij«, glasbena podlaga pa je »občutna in dobro skomponirana«.
Negativne kritike je prejela predvsem na račun zastarelih grafičnih podob, medlih strelskih obračunov, določenih težkih delov, ki zaradi vnaprej določene poti zahtevajo metodo poskusov in napak, nadležnih računalniških hroščev ter monotonega, glede na situacijo preveč umirjenega glasu glavnega protagonista. Slednjega kritik na GameSpyju opisuje, kot da bi »naročal večerjo v restavraciji«, navkljub strašljivemu ozračju. Kljub zastarelosti grafike pa igri po besedah nekaterih kritikov uspe ponazoriti posebno, mistično ozračje, s paleto prevladujočih rjavih in sivih odtenkov, ki dajejo videz stare fotografije, prefinjeno oblikovanih kipov in okrasitev v podobi nezemeljskih božanstev ter grozljivimi upodobitvami pošasti. Nekateri so kritizirali tudi sistem shranjevanja položaja, pri katerem naj bi bile priložnosti shranjevanja preredke, vendar bi po besedah kritika na GameSpotu možnost hitrega shranjevanja odvzela igri njeno napeto ozračje.

## Zapuščina
Po besedah razvijalcev pri švedskem podjetju Frictional Games je igra s svojimi Lovecraftovimi temami ter idejami o psihološkem pritisku na igralčev lik in vznemirljivih delih brez možnosti bojevanja vplivala na razvoj znanih serij preživetvenih grozljivk, kot sta Penumbra in Amnesia. Poleg videoiger Resident Evil 4 in F.E.A.R. je tako pomenila prelomno stopnico v razvoju preživetvenih grozljivk, saj je pokazala, da se strah lahko pričara z dobro izbranim prizoriščem in občutkom prihajajoče groze.